# ستاين بردال أوفتدال
ستاين بردال أوفتدال (بالنرويجية: Stine Bredal Oftedal‏) مواليد 25 سبتمبر 1991 في أوسلو، هي لاعبة كرة يد نرويجية تلعب كوسط مدافع. مثلت منتخب النرويج لكرة اليد للسيدات. شاركت في دورة الألعاب الأولمبية الصيفية سنة 2016. حققت المركز الأول في بطولة العالم لكرة اليد للسيدات 2011.

## الميداليات
| الميدالية | المسابقة                            |
| --------- | ----------------------------------- |
| برونزية   | الألعاب الأولمبية الصيفية 2016      |
| ذهبية     | بطولة العالم لكرة اليد للسيدات 2011 |
| ذهبية     | بطولة العالم لكرة اليد للسيدات 2015 |
| ذهبية     | بطولة أوروبا لكرة اليد للسيدات 2010 |
| ذهبية     | بطولة أوروبا لكرة اليد للسيدات 2014 |
| ذهبية     | بطولة أوروبا لكرة اليد للسيدات 2016 |
| فضية      | بطولة أوروبا لكرة اليد للسيدات 2012 |

## روابط خارجية
- ستاين بردال أوفتدال على موقع الاتحاد الدولي لكرة اليد (الإنجليزية)
- ستاين بردال أوفتدال على موقع الاتحاد الأوروبي لكرة اليد (الإنجليزية)
- ستاين بردال أوفتدال على موقع الاتحاد النرويجي لكرة اليد (النرويجية)
- ستاين بردال أوفتدال على موقع اللجنة الأولمبية الدولية (الإنجليزية)
- ستاين بردال أوفتدال على موقع أوليمبيديا (الإنجليزية)